# Apicencya waterloti
Apicencya waterloti är en skalbaggsart som beskrevs av Dewailly 1950. Apicencya waterloti ingår i släktet Apicencya och familjen Melolonthidae. Inga underarter finns listade i Catalogue of Life.